# رواية سوداء
الرواية السوداء (بالفرنسية: Noir)‏ أو الرواية التي وصلت لذروة الأحداث أو الرواية البوليسية وتنويعاتها الممكنة في أوروبا وأمريكا، مثل المخبر السري وأدب الجريمة والتحليل النفسي للمجرم وحل اللغز وأدب السجون، هي النوع الأدبي التي عرفها الأديب الأمريكي رايموند تشاندلر في مقاله الفن البسيط للقتل عام 1950 بأنها رواية العالم المهني الجريمة.
سُميت بالرواية السوداء للغموض الذي يصاحبها وصعوبة فك ألغازها أو لأن أحداثها تدور في ظلام الليل عادة لارتباطها بالجريمة ومتعلقاتها. وقد ارتبط المصطلح بنوع من أنواع الروايات البوليسية حيث يكون حل اللغز ليس الغاية الرئيسية وأن الحبكات عادة ما تكون عنيفة جدًا؛ وهناك ضبابية واضحة في تقسيم الشخصيات الخيرة والسيئة ويكون معظم الأبطال أشخاص مُنهزمة ومتدهورة في رحلة البحث عن الحقيقة، أو على الأقل تلميح الأفراد إلى ذلك.

## أصل التسمية
تعود أصول تسميتها إلى نشرها في مجلة بلاك ماسك أو القناع الأسود في الولايات المتحدة وفي مجموعة السلسلة السوداء التي أصدرتها دار غاليمار للنشر. كما أيضًا أن الطابع السوداوي والمُظلم لطبيعة البيئة التي تجري بها الأحداث، بعيدًا عن المنازل الفارهة التي تجري بها أحداث الرواية البوليسية. وهناك آخرون يُطلقون عليها اسم رواية الجريمة.